# 豊岡商事
豊岡商事株式会社（とよおかしょうじ）は、愛知県豊田市に本社を置く不動産仲介を行う企業。かつてはパチンコチェーン事業を主体としていた。

## 概要
1953年に愛知県豊田市で創業。愛知県内でパチンコ店「マルマン」を展開。
10店舗程まで拡大した時期もあったが、徐々に縮小され最終的に5店舗となる。
2018年12月、善都（ZENT）が3店舗、真城（プレイランドキャッスル）が2店舗をそれぞれ継承することが発表され、2019年2月にパチンコ事業が分割吸収された。
現在は不動産仲介業者となっている。

## 沿革
- 1953年 - 創業
- 1970年 - 豊岡商事株式会社設立
- 2019年 - 善都と真城がパチンコ事業を継承